# Pelgrimskerk (Schönstatt)
De Pelgrimskerk (Duits: Pilgerkirche) is een rooms-katholieke kerk in Schönstatt bij Vallendar. Het kerkgebouw draagt het patrocinium van de Drievuldig Wonderbare Moeder en is een pelgrimskerk voor de bedevaartgangers en de gemeenschappen van de Schönstatt-beweging.

## Locatie
De Pelgrimskerk bevindt zich in het dal van Schönstatt bij Vallendar, ongeveer 400 meter ten oosten van het oerheiligdom tussen de Hillscheider Straße in het noorden en de Hillscheider Bach in het zuiden. In de directe nabijheid bevindt zich ten westen Haus Sonnenau, het centrum voor meisjes en jonge vrouwen van de Schönstatt-beweging, en op de zuidelijke helling het grote pelgrimsplein. Met het pelgrimshuis en het pelgrimscentrum bevinden zich in de buurt nog twee plaatsen voor de bedevaartgangers.

## Geschiedenis
Het kerkgebouw werd in 1999 gebouwd ter vervanging van een op dezelfde plaats staande pelgrimstent.

## Beschrijving

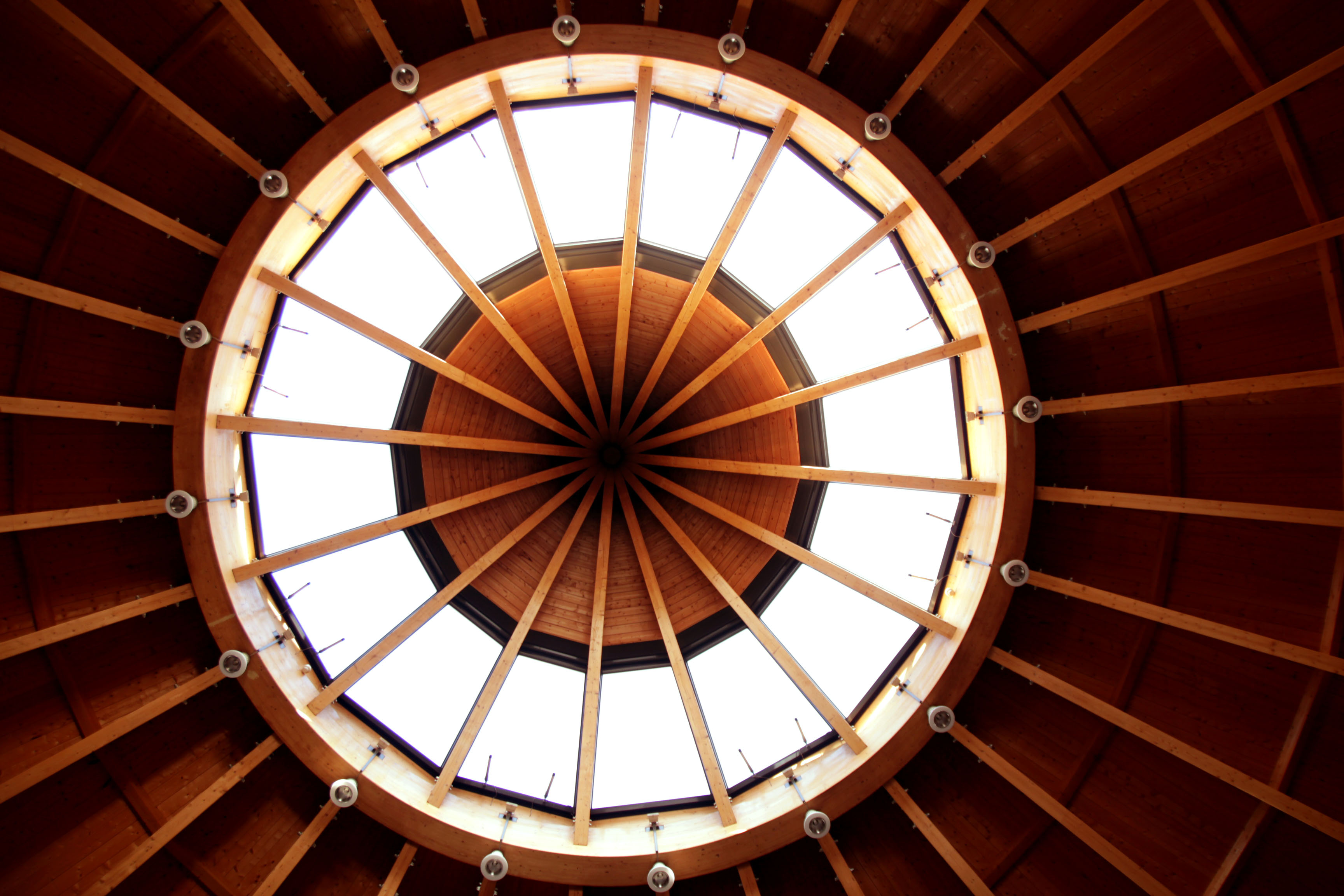
De koepel van de Pelgrimskerk

Het gebouw heeft een rond grondplan met een doorsnee van 50 meter en werd in de vorm van een tent gebouwd. Er is een zitplaats voor 1350 gelovigen. De dakconstructie wordt gedragen door 32 pijlers en vernauwd zich naar boven tot een middelpunt van 23,50 meter hoog. De vorm zou moeten symboliseren dat God ons aan Zich bindt. Op een hoogte van 12,60 meter bevindt zich een drukring met een doorsnee van 9,50 meter. Boven de drukring zijn in ringvorm dakvensters geplaatst, die voor een natuurlijke belichting zorgen. Alleen de draagconstructie bestaat al uit 220 m³ sparren- en dennenhout met een gewicht van 110 ton.
Het grondoppervlak bedraagt circa 2000 m² en de vloer is met Spaans graniet belegd. Onder de rijen stoelen is de vloer van Siberisch larikshout.
Aan de noordzijde bevindt zich een verhoogde altaarruimte, eveneens van spaans graniet. Tussen de witte muur van het altaar en de buitenwand is de sacristie ondergebracht.
Het tabernakel, het kruis en de omlijsting van het genadebeeld werden door de chileense kunstenares Fernandes gemaakt.

## Afbeeldingen

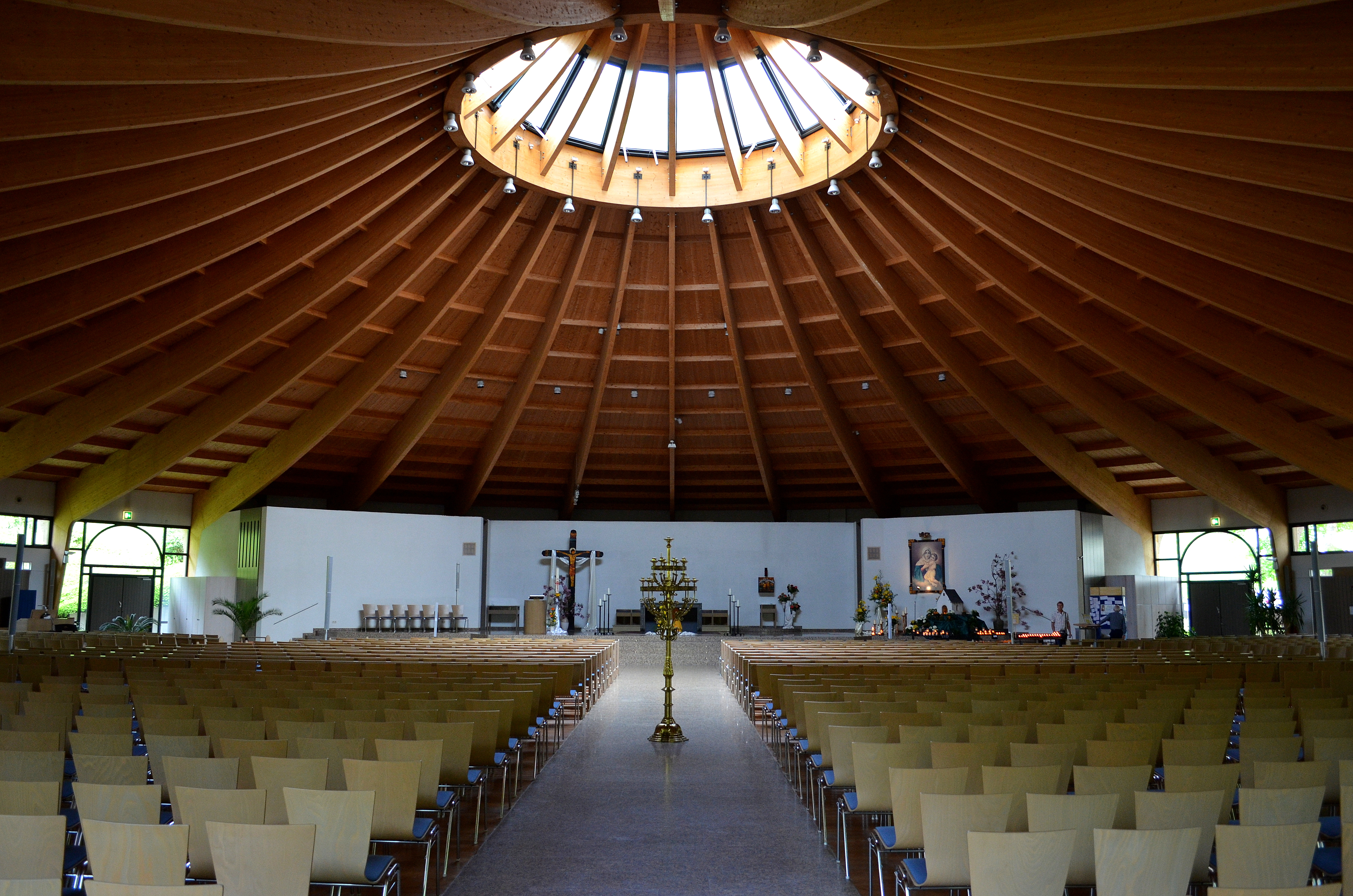
Interieur
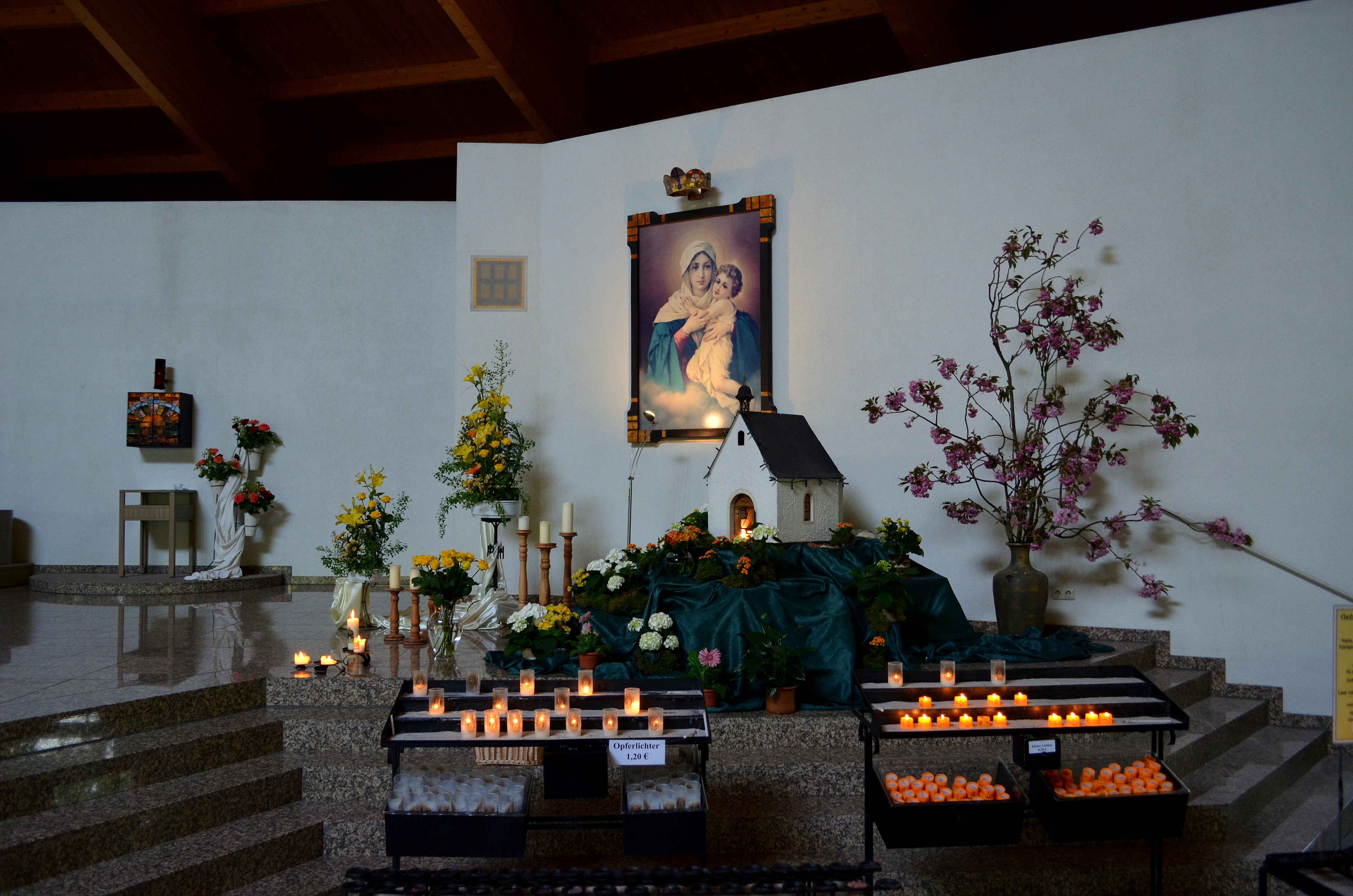
Genadebeeld